# جامعة ويسترن سيدني
جامعة ويسترن سيدني هي جامعة عامة في أستراليا تأسست عام 1989. تقع في مدينة ويسترن سيدني.

## إحصائيات
يبلغ عدد طلاب الجامعة 42,000 طالب، منهم 5,813 طالب دراسات عليا.

## الكليات
كلية إدارة الأعمال، كلية الحاسبات والبيانات وعلوم الرياضيات، كلية التربية، كلية الهندسة والتصميم والعمارة، كلية العلوم الصحية، كلية العلوم الإنسانية وفنون الاتصال، كلية الحقوق، كلية الطب، كلية التمريض والقبالة، كليةعلم النفس، كلية العلوم، كلية العلوم الاجتماعية، كلية أبحاث الدراسات العليا.

## أساتذة بارزون
- ماري آن بن-ساليك: أول من حصل على درجة الدكتوراه من جامعة هارفارد من سكان أستراليا الأصليين.